# Van Gendtbrug
Van Gendtbrug (brug 247) is een vaste brug op de grens van Amsterdam-Centrum en Amsterdam-Zuid.
Ze overspant de Singelgracht en is de laatste brug voordat de gracht overgaat in de Amstel. Aan de noordzijde bevindt zich de straat Oosteinde en de Sarphatikade, de plaatselijke kade van de Singelgracht. Aan de zuidkant bevindt zich de Stadhouderskade (plaatselijke kade van de Singelgracht en de Hemonystraat. Ten noordwesten van de brug staat het gebouw van de De Nederlandsche Bank.

## Geschiedenis
Een eerste brug kwam hier in 1883/1884, maar er was al een financieel akkoord gegeven in 1882. De gemeente had toen net de Hogesluis vernieuwd en de dubbele basculebrug van daar werd hier geplaatst. Amsterdam breidde naar het zuiden uit, De Pijp werd volgebouwd en er moesten af- en aanvoerwegen komen voor het Paleis voor Volksvlijt. Het scheepvaartverkeer over de Singelgracht verloor steeds meer terrein ten opzichte van het wegverkeer en zo kon de brug in 1909 zodanig verbouwd worden dat ze een vaste brug werd. Het bovendek kreeg stalen liggers met daarop planken; er kwamen twee ijzeren jukken om die brug te dragen. In 1931 kwam de Amsterdamse nota "Voorlopig schema van verkeersverbeteringen in de binnenstad" uit. Voor deze plek zorgde het ervoor dat de noordzuidverbinding alhier niet de hoofdverbinding werd. Deze nota bleef een tijd lang boven de brug zweven. 
Nadat de brug in 1936 gerepareerd werd, hing het voortbestaan van de brug in 1940 aan een zijden draadje. Bij een van de plannen voor de bouw van een nieuw stadhuis zou de Singelgracht hier gedempt worden, Oosteinde en een woonblok aan de overzijde van de Singelgracht gesloopt. De plannen gingen niet door. In 1941 moest het rijdek opnieuw vernieuwd worden.
In 1965 werd er een nieuwe brug nodig, waarbij rekening werd gehouden met de secundaire route (Utrechtsestraat, Oosteinde, Stadhouderskade, Amsteldijk, Utrechtseweg). Daarmee rekening houden kwam er in 1967/1968 een vrij forse, brede brug, die toch 14 meter smaller was dan de Paleis voor Volksvlijtbrug (brug 248) in de hoofdroute. Beide bruggen kwamen van de hand van Dick Slebos, dan bruggenarchitect en ook directeur van de Dienst der Publieke Werken in Amsterdam. Doordat het autoverkeer steeds meer de stad werd uitgedreven, denk bijvoorbeeld aan de rondweg Rijksweg 10 en het indelen als eenrichtingsverkeer van de Weteringschans en het niet verbreden van de Utrechtsestraat, droogde de verkeersstroom op Oosteinde en zo ook over de brug op. In 2017 ligt er derhalve een brede brug, die nauwelijks verkeer krijgt. 

## Tenaamstelling
De brug stond bekend als de Outshoornbrug, naar architect Cornelis Outshoorn, die het Paleis voor Volksvlijt ontwierp, net als de gebouwen aan de oostzijde van Oosteinde. De naam bleef echter officieus. In 2016 schrapte de gemeente alle officieuze benamingen van bruggen en vroeg de bevolking te komen met nieuwe namen of redenen om de officieuze naam alsnog officieel te maken. Dat laatste gold niet voor deze brug, want Amsterdam had al een straat in Geuzenveld-Slotermeer naar de architect vernoemd. Als alternatief werd ingezonden de brug te vernoemen naar Dolf van Gendt, architect van gebouwen als het Concertgebouw, de Hollandse Manege, het Burgerziekenhuis, Stadsschouwburg, De Ysbreeker, Villa Heineken en Amstelbrouwerij Minder bekend is dat de familie Van Gendt enige tijd heeft gewoond op Stadhouderskade 122 waarvoor hij de erker ontwierp. In juli 2017 besloot de gemeente dat het architectonisch belang van Van Gendt aangetoond was en ging akkoord met de vernoeming.

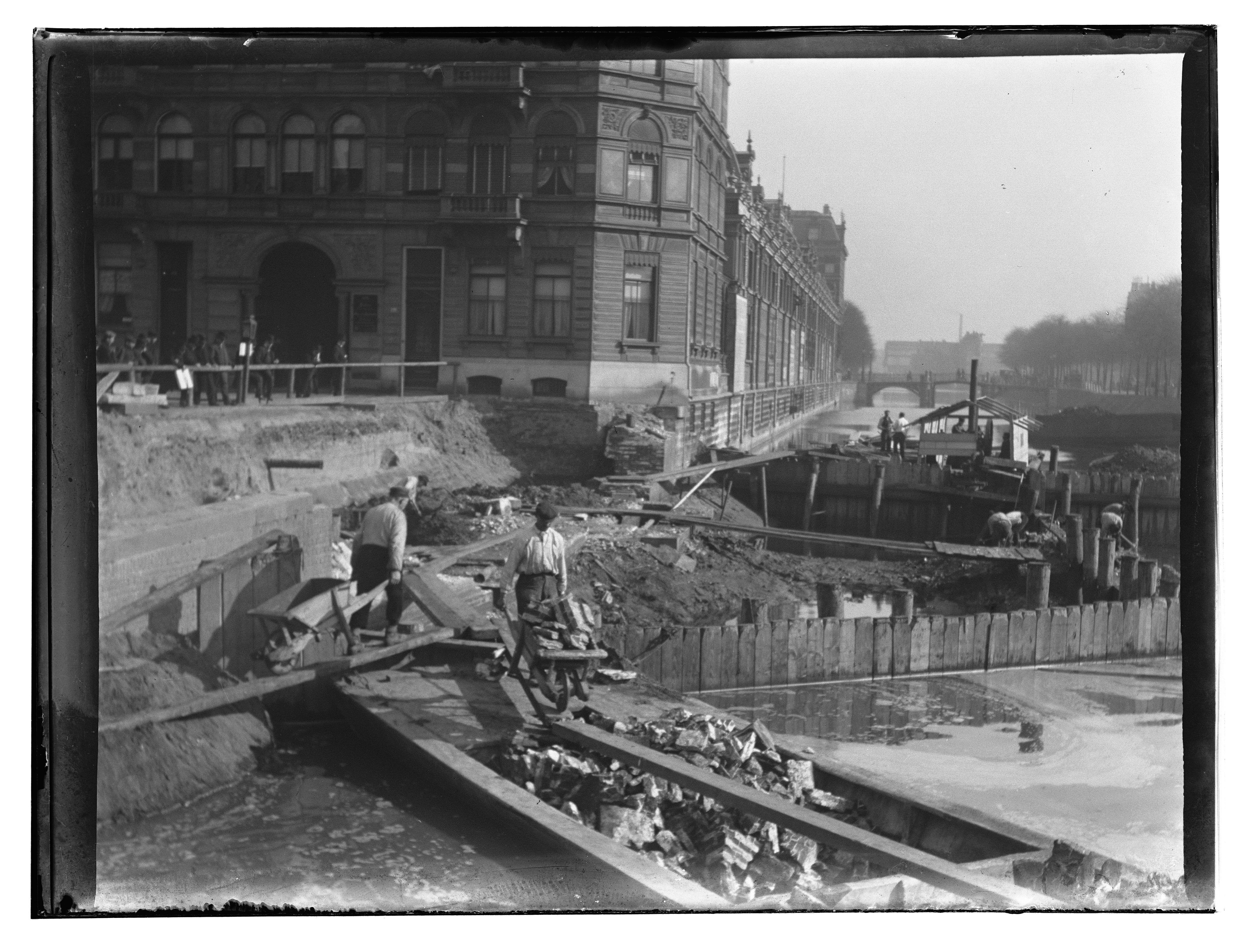
De dubbele basculebrug op de achtergrond, gefotografeerd door Jacob Olie; brug 248 op de voorgrond werd verbouwd
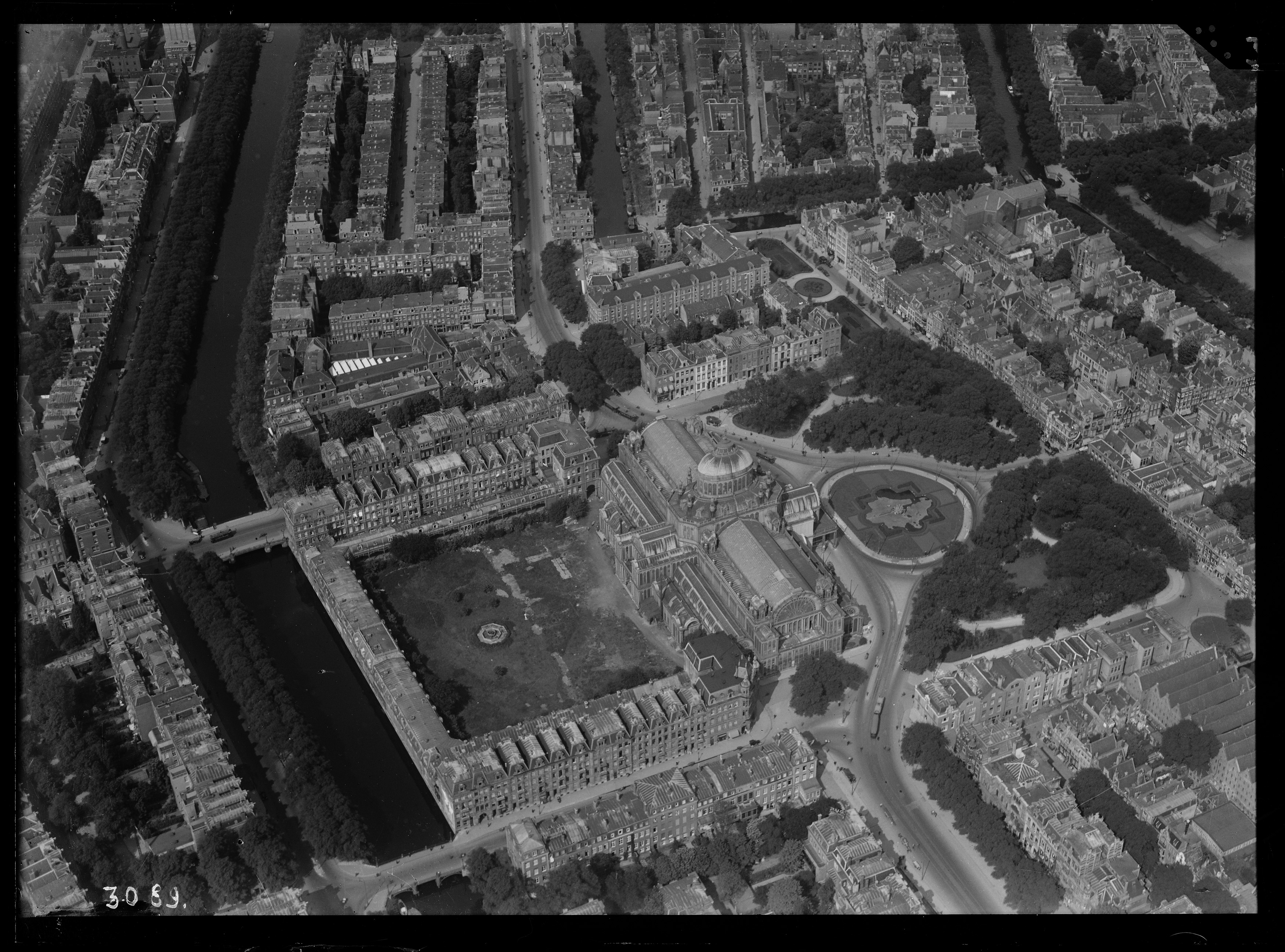
Het verschil in breedte is al in de jaren dertig te zien
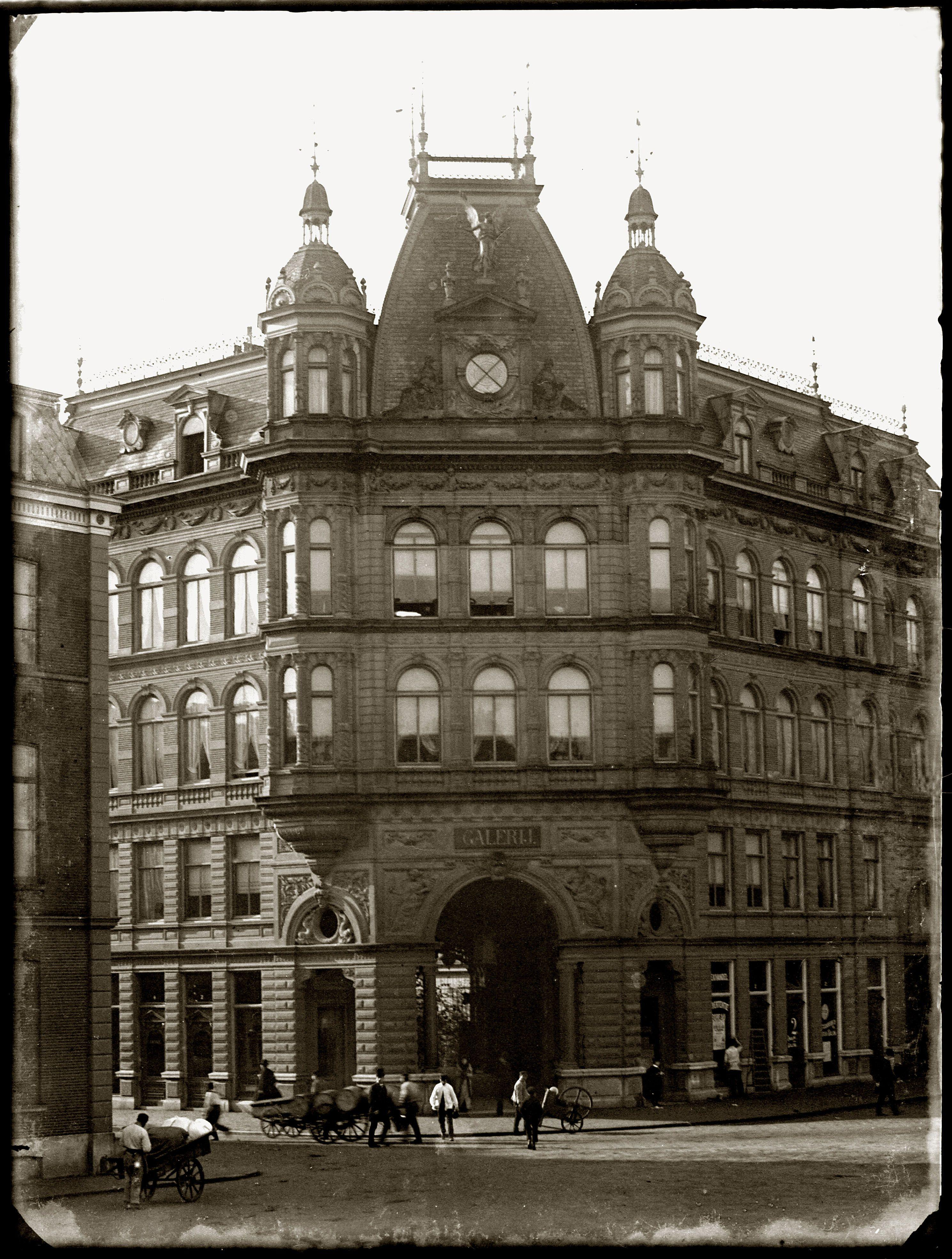
Een deel van Van Gendts schepping aan Oosteinde, de galerij van het Paleis, doch gesloopt voor de bouw van De Nederlandsche Bank
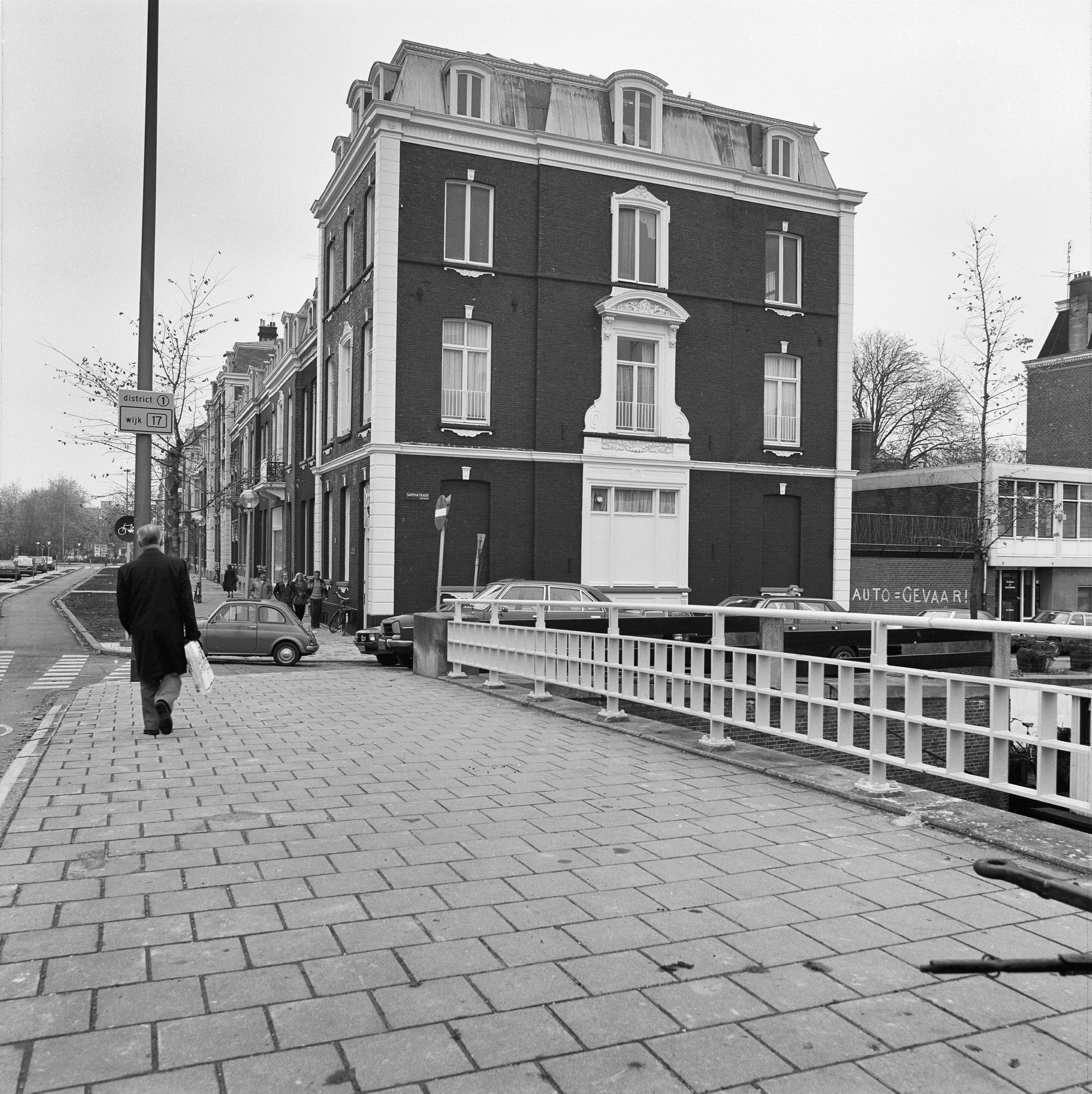
De brug, dan nog naamloos in 1979

<<< · 200 · 201 · 202 · 203 · 204 · 205 · 206 · 207 · 208 · 209 ·  210 · 211 · 212 · 213 · 214 · 215 · 216 · 217 · 218 · 220 · 221 · 222 · 223 · 224 · 225 · 226 · 227 · 228 · 228P · 229 · 230 · 231 · 232 · 233 · 234 · 235 · 236 · 237 · 238 · 239 ·  240 · 241 · 242 · 243 · 244 · 245 · 246 · 247 · 248 · 249 ·  250 · 251 · 252 · 253 · 254 · 255 · 256 · 257 · 258 · 259 · 260 · 261 · 262 · 263 · 264 · 265 · 266 · 267 · 270 · 271 · 272 · 273 · 274 · 275 · 277 · 278 · 279 · 280 · 281 · 283 · 285 · 286 · 287 · 288 · 289 · 290 · 291 · 292 · 293 · 295 · 296 · 297 · 298 · 299 · >>>
Brugnummers 219, 268, 269, 276, 282, 284, 294 zijn niet (meer) in omloop.